# Antizipation (Linguistik)
Antizipation wird in der Linguistik verwendet, um Phänomene in zwei unterschiedlichen Bereichen zu beschreiben:
- Bei der Beobachtung von Versprechern und Sprachstörungen werden Antizipationen als ein besonderer Typ von Fehlern wahrgenommen. Sie bestehen darin, dass eine sprachliche Einheit, die  geplant war, früher als gewollt hervorgebracht wird. Leuninger (1993, S. 84) zitiert als Beispiel: „die Sympather…die Japaner sind mir viel sympathischer.“ Hier ist „sympathisch“ in die Position von „Japaner“ vorgezogen, antizipiert worden. Auf lautlicher Ebene erfolgt die von Leuninger (1993: S. 42) beobachtete „Schweinschwangerschaft“ mit Antizipation des Lautes [v] bzw. der Lautgruppe [ʃv]. Solche Antizipationen können sprachliche Einheiten auf lautlicher, morphologischer und syntaktischer Ebene betreffen.
- Antizipationen werden auch als eine Form von lautlichen Assimilationen beobachtet. Nachbarlaute tendieren dazu, sich gegenseitig in ihrer Lautqualität zu beeinflussen. Die Einflussrichtung kann dabei vom früheren zum späteren Laut oder auch umgekehrt verlaufen. Wenn ein im Wort früher vorkommender Laut durch einen späteren verändert wird, liegt eine Antizipation (antizipative Assimilation / regressive Assimilation) vor; der gegenläufige Prozess heißt Perseveration. Als Beispiel hierfür nennt Bußmann (2002: S. 101) die Wortform althochdeutsch „gesti“ (statt „gasti“), bei der das [a] unter dem Einfluss des folgenden [i] zu einem [e] wurde: das tiefe [a] wurde in Anpassung an das hohe [i] angehoben zu einem mittelhohen Vokal [e]. Neben diesem diachronen Prozess findet der Begriff der Antizipation auch in der synchronen Betrachtung Anwendung, vgl. dazu Antizipatorische Koartikulation.